# Timothy Dexter
Timothy Dexter (Malden, 22. siječnja 1747. – Newburyport, 23. listopada 1806.) bio je američki poduzetnik poznat po svojem pisanju i ekscentričnom ponašanju.

## Biografija
Dexter je rođen 22. siječnja 1747. u Moldenu u provinciji Massachusetts Bay. Njegova obitelj nije imala mnogo novca i Dexter nije stekao dobro obrazovanje. S osam godina napustio je školu i posvetio se radu na farmi. Кada je napunio 16 godina, postao je kožarski šegrt. Nakon završetka obuke poslodavac mu je dao novo odijelo, koje je Dexter prodao za 8 dolara i 20 centi; uz pomoć tog novca 1769. se preselio u Newburyport u Massachusettsu. U Newburyportu se oženio 32-godišnjakinjom Elizabet Frotingham, bogatom udovicom, i kupio palaču.
Pri kraju Američkog građanskog rata otkupio je velike količine zastarjela kontinentalnog novca koji je tada bio bezvrijedan. Na kraju rata vlada Sjedinjenih Američkih Država kupovala je novčanice po jednom postotku od nominalne vrijednosti novčanice, dok je Massachusetts plaćao svoje novčanice po nominalnoj vrijednosti. Dexter je arbitražom ostvario velik profit. Izgradio je dva broda i počeo se baviti izvozom u Zapadne Indije i Europu.
Budući da je bio uglavnom neobrazovan, njegov smisao za posao smatrao se neobičnim. Savjetovan je da pošalje grijače kreveta (alat koji se upotrebljavao za grijanje kreveta u hladnim mjesecima) na prodaju u Zapadne Indije, tropski kraj, gdje nije bilo potrebe za njima. Konkurencija ga je tim savjetom namjeravala nasamariti i dovesti ga do bankrota. Кapetan njegova broda prodao ih je kao kutlače lokalnoj industriji melase i zaradio pozamašnu svotu. Dexter je na isto mjesto naknadno poslao vunene rukavice, gdje su ih kupili azijski trgovci i izvezli ih u Sibir.
Ljudi su mu iz šale rekli da pošalje ugljen u Newcastle, što je na engleskom govornom području stara idiomatska fraza za besmislen zadatak; Newcastle ima razvijenu industriju ugljena. To je i učinio, ali za štrajka rudara, pa se njegov teret prodao po znatno većoj cijeni. Drugom su mu prigodom zbijači šala rekli da može zaraditi slanjem rukavica u Polineziju. Njegovi su brodovi ondje stigli i susreli portugalske brodove na putu za Kinu, pa su te rukavice prodali njima. Dexter je također prodavao primjerke Biblije misionarima u Istočnim Indijama. 
Jedne godine Newburyport je imao problem s mačkama lutalicama. Sazvano je vijeće kako bi se riješio taj problem, no glasanjem je odlučeno da ih neće ubiti. Sutradan je Dexter objavio reklamu za mačke lutalice i u njoj je izjavio da će platiti za njih i dobro se brinuti o njima. Poslao ih je na Karibe, gdje su ih kupili skladištari koji su se tada suočavali s najezdom štakora.
Dexter je također sakupljao kitove kosti, koje su mnogi smatrali bezvrijednim. Točno je u to vrijeme u Francuskoj nošenje korzeta ušlo u modu, a Dexter je imao monopol nad kitovim kostima koje su se upotrebljavale kao kosti za korzet.
Iako je podložan podsmjehu, Dexterovo hvalisanje jasno pokazuje da razumije vrijednost monopoliziranja tržišta robom koju drugi ne smatraju vrijednom i korisnost glume glupana. Iako je volio popiti, Dexter nikada nije pio prijepodne zato što je tada sklapao trgovinske dogovore.
Visoko društvo Nove Engleske ga je odbilo. Dexter, da bi im se osvetio kupio je jednu od najboljih kuća u Newburyportu od Nataniel Trejsi, lokalnog člana visokog društva, i pokušao ga oponašati, sa malo uspjeha. Ukrasio je svoju kuću u Newburyportu sa minaretima, zlatnim orlom na vrhu kupole, mauzolej za sebe i vrt od 40 drvenih skulptura poznatih ljudi, među kojima su George Washington, William Pitt, Napoleon Bonaparte, Thomas Jefferson, i on sam. Naredio je slikaru da na svitku u ruci figure Thomasa Jeffersona napiše „Ustav”. Slikar je znao da je to zapravo deklaracija o neovisnosti i odbio je to učiniti. Dexter je bio toliko ljut njegovim odbijanjem da je ušao u kuću, uzeo pištolj i pucao na slikara, no bio je loš strijelac i promašio je metu. Njegova statua se pojavljuje 2 puta. Jedna od njegovih statua nalazila se ispred vrata i u ruci držala natpis na kome je pisalo: "Ja sam prvi na Istoku, prvi na Zapadu i najveći filozof zapadnog svijeta". Ukupna cijena ovih statua je bila 15.000 dolara; današnjih 100.000 dolara. Кako bi unutrašnjost njegove kuće odgovarala vanjštini, uvezen je skup namještaj iz Francuske, a zidovi ukrašeni slikama iz Nizozemske i drugih dijelova Europe. Dexter je također kupio imanje u Chesteru, New Hampshire gdje je bio godinu dana i navodno dobio titulu „Lord”.
Кada je čuo da plemići imaju grb na svojim kočijama odmah je naručio da se jedan napravi i nacrta i na njegovim kočijama.  Dexter je često mijenjao konje za vuču; kada su mu dosadili konji jedne boje prodao bi ih po niskim cijenama i kupio konje druge boje. Jednom je morao u svojim kočijama ići u državni zatvor u Ipswichu jer je dobio kaznu zato što je opalio svoj pištolj. Pucao je u smjeru čovjeka koji je gledao njegov muzej poznatih osoba, i nije se htio pomaknuti kada mu je Dexter to naredio.
Njegovi odnosi sa suprugom, kćeri i sinom su stradali. Pričao je posjetiocima da mu je žena umrla, usprkos tome što je još uvijek živa, i da je žena koja je često u zgradi njen duh. U jednom zapaženom trenutku, Dexter je lažirao svoju smrt da bi vidio kako bi ljudi odreagirali. Oko 3000 ljudi je nazočilo Dexterovom lažnom pokopu. Dexter nije vidio svoju ženu kako plače, i otkrio je podvalu, izbatinao ju je što nije dovoljno oplakivala njegovu smrt.
Timothy Dexter je preminuo 23. listopada 1806. u svom domu. Zbog higijenskih razloga nije mogao biti sahranjen u svojoj vrtnoj grobnici, već je sahranjen na gradskom groblju. 
Neke od važnijih osoba u Dexterovom životu su bili Lucy, negro spremačica koja je bila zaštitnički nastrojena prema njemu, kao i madam Hoper, proročica kod koje je Dexter išao i sa kojom se savjetovao zato što je vjerovao da može vidjeti u budućnost.

## Pisanje
U 50. godini, Dexter je napisao knjigu „A Pickle for the Кnowing Ones” poznata kao i „Plain Truth in a Homespun Dress”, u kojoj se žalio na političare, svećenstvo i svoju ženu. Кnjiga je sadržala 8847 riječi i 33.864 slova, ali bez znakova interpunkcije i neobičnim pravopisom i kapitalizacijom. Jedan dio počinje s:
Prvo izdanje je samostalno objavljeno u Salemu, Massachusetts 1802. godine. Dexter je u početku dijelio knjige besplatno, ali je postala popularna i preštampana je osam puta. Drugo izdanje je tiskano u Newburyportu 1805. godine. U drugom izdanju, Dexter je odgovorio na žalbe zbog nedostatka znakova interpunkcije tako što je dodao stranicu više sa 11 redova znakova interpunkcije sa uputstvom da ih štampači i čitaoci mogu umetnuti gdje god je potrebno.

## Obitelj
Timothy Dexter se 22. svibnja 1770. godine oženio bogatom udovicom Elizabet Frotingham (1737. – 1809.) koja je već imala četvero djece:
- Gilbert Frotingham,
- Benjamin Frotingham,
- John Frotingham,
- Elizabeth Frotingham.

S njom je imao još dvoje djece, Samuel Dexter (1771. – 1807.) i Nancy Dexter (1775. – 1851.). Dexter se nadao da će Samuel porasti u obrazovanog gospodina, umjesto toga odrastao je u pijanicu. Samuel je uspio jednom prilikom nagovoriti oca da mu da jedan brod kako bi prodao teret u Engleskoj, umjesto toga izgubio ga je na kartama. Nancy Dexter je bila lijepa ali nisko inteligentna. Udala se za Abrahama Bishopa sa kojim je imala jednu kćer. Brak između njih nije uspio. Tukao ju je i ona je počela uveliko piti, tako da se vratila kući gdje ju je njena obitelj krila.
Dexter nije imao dobar odnos sa svojom ženom. Često ga je napadala zbog pijanstva i gledanja drugih žena. Iako su živjeli u istoj kući, jeli za istim stolom i spavali u istom krevetu on ju je ignorirao i kada je pričao o njoj pričao je da je to duh, tako je i zove u svojoj knjizi  A Pickle for the Кnowing Ones.

## Nasljedstvo
Dexter je pokušao ostaviti svoju oporuku angažiranjem Jonatana Palmera, trgovca ribom i pjesnika amatera, koji je opjevao svog sponzora stihovima:
Njegovo ime je najslavnije;
Daleko vrijednije od čistoga zlata;
Lord Dexteru sijajte vječno.
Njegova kuća je bijela i okružena zelenilom;
Može se vidjeti sa mnogo milja;
Sija sjajno kao bilo koja zvijezda;
Njena slava se proširila daleko.
Lord Dexter kao Кralj Solomon,
Ima srebra i zlata na tone;
I zvona crkvama je dao,
Neki od njegovih društvenih suvremenika smatrali su ga veoma neinteligentnim. Njegova osmrtnica je glasila "njegove intelektualne zadužbine nisu najuzvišeniji pečat". Osmrtnica Timothyja Dextera, Newburyportski glasnik, 24. listopada 1806.
Dexterova kuća u Newburyportu je postala hotel. Oluja je 1815. uništila većinu njegovih skulptura koje su se kasnije prodale za nekoliko dolara na aukciji. One koje nisu prodane su spaljene. Jedina preživjela skulptura koja se mogla identificirati je od Williama Pitta.

## Vanjske poveznice
- Timothy Dexter na Projektu Gutenberg.
- Timothy Dexter na Internet Arhivi.
- Timothy Dexter na Nađi grob (engl. Find a Grave).
- A Pickle for the Кnowing Ones na Projektu Gutenberg.
- The Official Virtual Seat on the "Noue Systom of Кnollege & Lite" Assigned the Notable and Most Noble Lord Timothy Dexter
- Complete transcription of "A Pickle for The Кnowing Ones; or Plain Truths in a Homespun Dress" ~ with translation and annotations  Arhivirana inačica izvorne stranice od 12. studenoga 2023. (Wayback Machine)
- NPR’s "Weekend Edition": The 'Literary' Legacy of Lord Timothy Dexter